# Lingadahalli Jodi, Kadur
Lingadahalli Jodi là một làng thuộc tehsil Kadur, huyện Chikmagalur, bang Karnataka, Ấn Độ.